# Arrêt Carlier
L’affaire Carlier est un arrêt de la Chambre criminelle de la Cour de cassation française du 29 mai 1996.
En application des principes de non-cumul des peines et de l'unité de la poursuite, l'arrêt Carlier a cassé et annulé un jugement de la cour d’appel, le considérant comme incompatible avec l'article 132-3 du code pénal.

## L'arrêt
L'accusé avait été condamné à deux amendes distinctes dans un même jugement, prononcé par la cour d’appel. Pour casser ce jugement, la Cour de cassation a construit son raisonnement sur la base de l'article 132-3 du code pénal, disposant que 
« lorsque, à l'occasion d'une même procédure, la personne poursuivie est reconnue coupable de plusieurs infractions en concours, chacune des peines peut être encourue ; que, toutefois, lorsque plusieurs peines de même nature sont encourues, il ne peut être prononcée qu'une seule peine de cette nature dans la limite du maximum légal le plus élevé »
La chambre a décidé que la cour d'appel avait méconnu l'article 132-3 et les principes de non-cumul des peines et d'unité de la poursuite.

## Commentaire
Le principe de non-cumul était déjà ancré dans le Code pénal de 1810, dont l'article 5 disposait qu'« en cas de conviction de plusieurs crimes ou délits, la peine la plus forte est seule prononcée ». Or, le caractère radical de cette règle a donné lieu à débats. Cette disposition a été nuancée et précisée par l'article 132-3 précité du nouveau code, qui énonce que « chacune des peines » encourues peut être prononcée, mais qu'en présence de peines de « même nature » une seule peine peut être prononcée, ce dans la limite du maximum légal.
L'intérêt de l'arrêt Carlier réside dans le fait qu'en rappelant chacun des deux éléments ci-avant il souligne l'équilibre institué par le nouveau code. Sous le régime de l'article 5 de l'ancien code, l'arrêt Carlier n'aurait pas pu être formulé et prononcé comme il l'a été. Le premier élément, soit la première phrase, se démarque clairement de l'ancien article 5 et équivaut, pris isolément, à un cumul des peines. Mais la première phrase de l'article 132-3 est tempérée par la seconde, qui impose au tribunal, en présence de peines de même nature, de ne prononcer qu'une seule peine. C’est ainsi que la chambre criminelle a censuré la double sanction prononcée par la cour d'appel (à savoir deux amendes distinctes de 15 000 francs et 3 000 francs).
Dans leur ouvrage, Pradel et Varimard illustrent cet équilibre par des exemples concrets qui peuvent être simplifiés comme suit : dans l'hypothèse où un individu est reconnu coupable, dans la même procédure, de deux infractions, l'une passible de deux ans d'emprisonnement et 20 000 € d'amende et l'autre passible d'un an d'emprisonnement, 50 000 € d'amende et une mesure de confiscation, la nouvelle norme de l'article 132-3 permet de prononcer une sentence allant jusqu'à un maximum de deux ans d'emprisonnement, 50 000 € d'amende et une mesure de confiscation.